# 甲村遗址
甲村遗址，位于中国河北省保定市甲村，为保定市涞源县的一个省级文物保护单位，类型为古遗址，公布时间为1993年7月15日。
甲村遗址的历史年代为商。